# Nunaviksak Creek
Der Nunaviksak Creek ist ein 33 km langer rechter Nebenfluss des Kugururok River im Nordwesten von Alaska. 

## Flusslauf
Der Nunaviksak Creek entspringt in den De Long Mountains, einem Gebirgszug der Brookskette, auf einer Höhe von etwa 800 m. Er fließt anfangs 15 km nach Osten. Westlich des Copter Peak trifft der Ukpik Creek von Nordosten kommend auf den Nunaviksak Creek. Dieser wendet sich im Anschluss nach Süden und bildet nun einen verflochtenen Fluss. Der Nunaviksak Creek mündet schließlich auf einer Höhe von 274 m in den Kugururok River.

## Einzugsgebiet
Der Nunaviksak Creek entwässert ein Areal von etwa 232 km². Dieses liegt innerhalb der Noatak National Preserve. Das Einzugsgebiet wird im Norden von der kontinentalen Wasserscheide begrenzt. Im Westen grenzt es an das des Kagvik Creek, im Norden an die Einzugsgebiete von Kokolik River und Utukok River, beide Zuflüsse der Tschuktschensee, sowie im Osten an das Einzugsgebiet des oberstrom gelegenen Kugururok River.

## Namensgebung
Der Eskimo-Name des Flusses wurde 1956 vom U.S. Geological Survey (USGS) gemeldet.